# Исхой (коммуна)
Исхой (дат. Ishøj Kommune) — датская коммуна в составе области Ховедстаден. Площадь — 25,94 км², что составляет 0,06 % от площади Дании без Гренландии и Фарерских островов. Численность населения на 1 января 2008 года — 20687 чел. (мужчины — 10327, женщины — 10360; иностранные граждане — 3136).

## Железнодорожные станции
- Исхой (Ishøj)

## Изображения

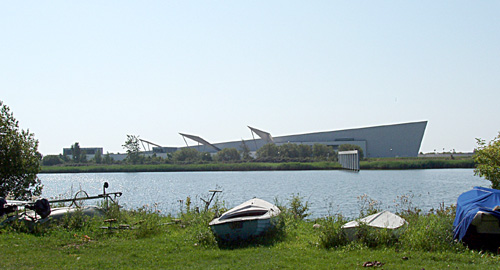
Музей «Аркен»
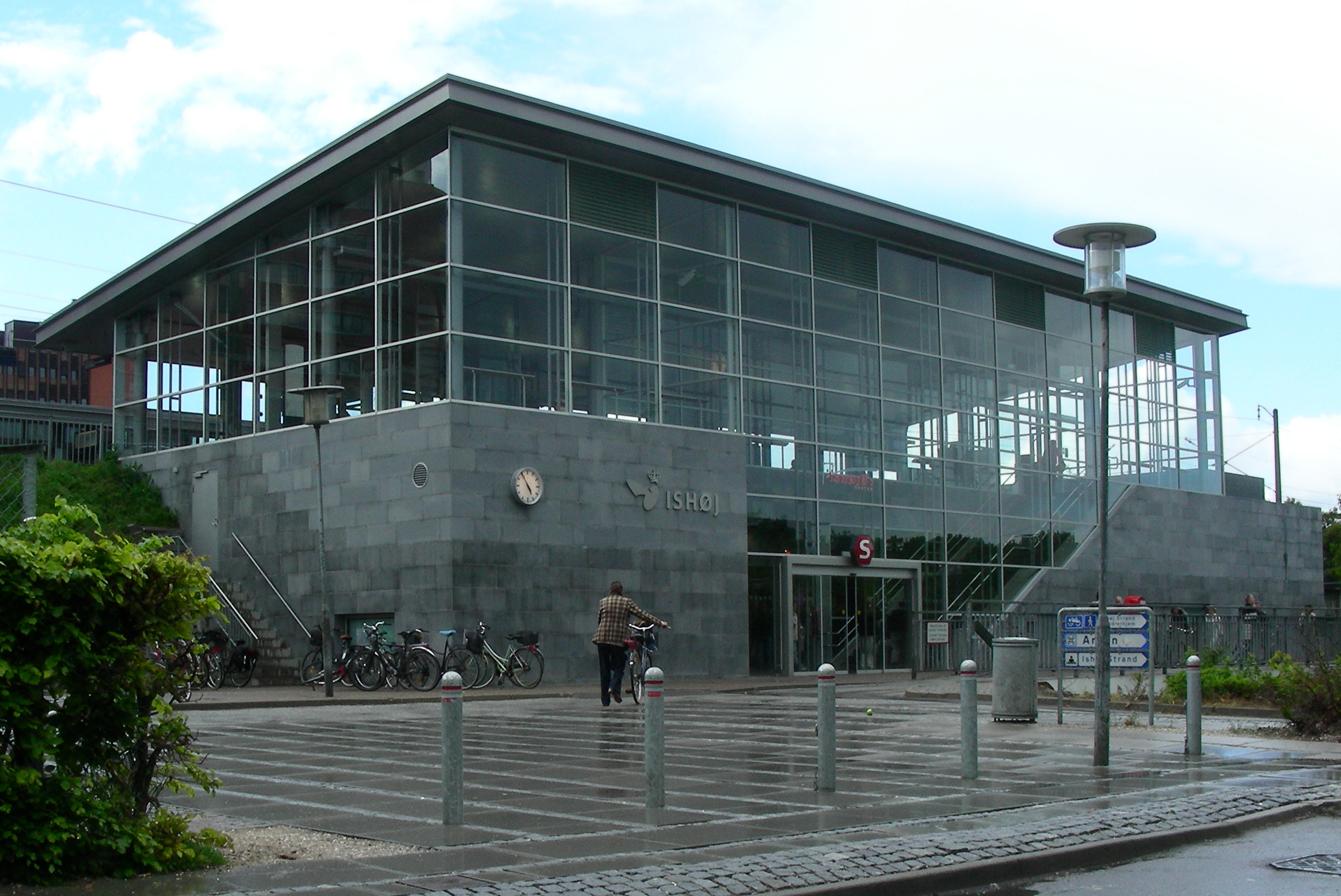
Станция Исхой